# معرفة شائعة

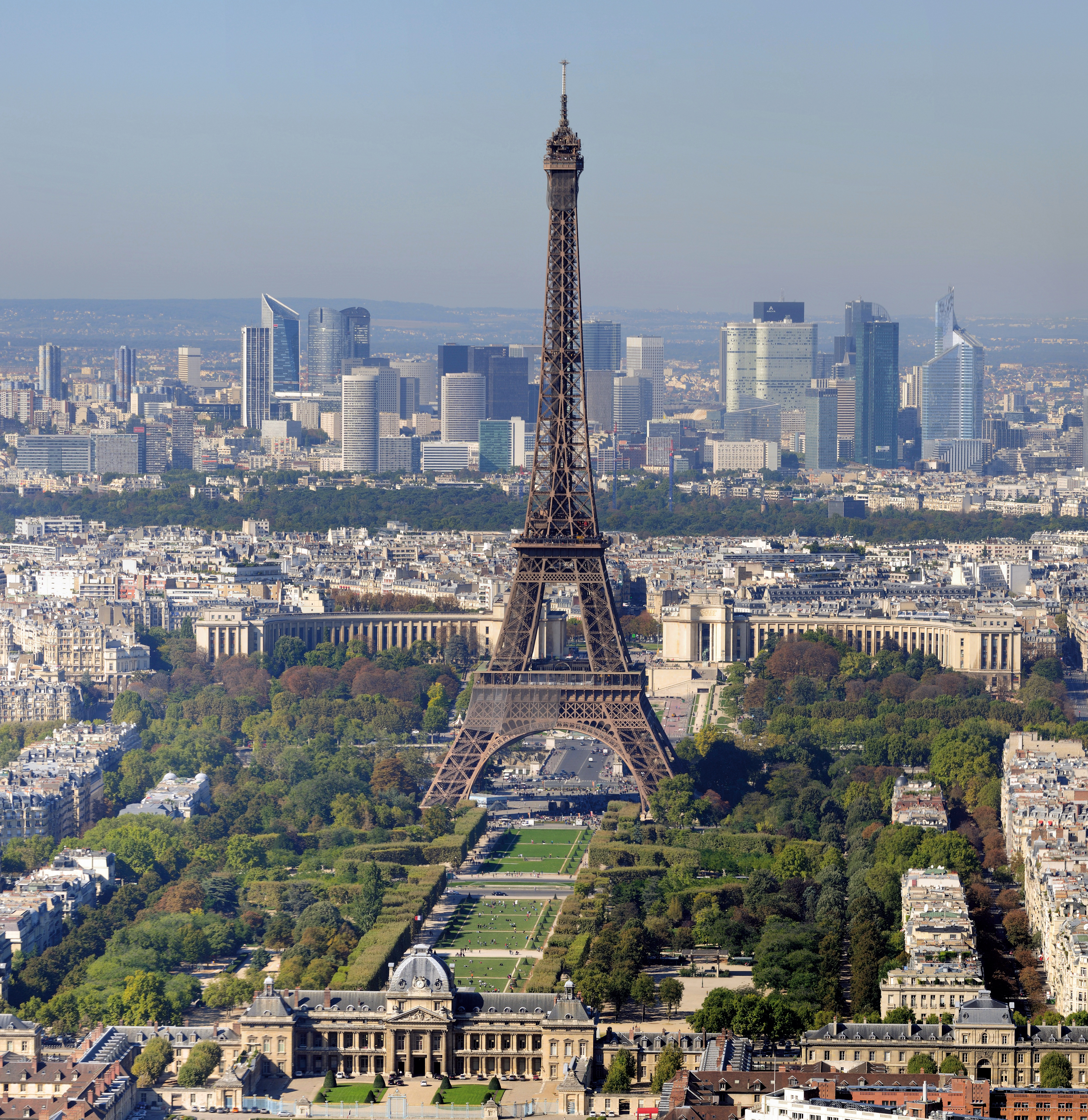
باريس عاصمة فرنسا، ليست معرفة شائعة عالمياً دون بحث مكثف في الموضوع

تُشير عبارة المعرفة الشائعة (بالإنجليزية: Common knowledge)‏ إلى المعرفة التي يعرفها الجميع أو معظم الناس عادة، مع الإشارة إلى المجتمع المُشار إليه بهذه المعرفة. يمكن أن تكون المعرفة العامة حول مجموعة واسعة من الموضوعات، مثل العلوم أو الأدب أو التاريخ أو الترفيه. ونظرًا لأن الأفراد يمتلكون قواعد معرفية
مختلفة، يفإن المعرفة الشائعة يمكن أن تختلف وقد يتطلب في بعض الأحيان دراسات كبيرة النطاق لمعرفة ما هو معروف بشكل مؤكد بين مجموعات كبيرة من الناس. وغالبًا لا يحتاج الإشارة إلى مصادر للمعرفة المشتركة. وتختلف المعرفة الشائعة عن المعرفة العامة.
بشكل عام، يُستخدم مصطلح المعرفة الشائعة بمعنى المعلومات التي يمكن لشخص ما قبول صحتها، مثل المعلومات التي يمكن أن يعرفها عدة أشخاص. ويتطلب تسمية شيء بمصطلح المعرفة الشائعة بعض الاعتبارات حول المجتمع أو المجموعة أو المجتمعات الفردية المشتركة والفترة الزمنية والموقع.

## التفاوت في المعرفة الشائعة
تعريف المعرفة الشائعة يمكن أن تختلف بناءً على الظروف، لأن هناك اختلافات فيما يعتبر معرفة مشتركة بين مجموعات مختلفة. ويمكن أن ينبع هذا التباين من الفترة الزمنية والثقافة والسكان والطبقة والعمر والتوزيع الديموغرافي وظروف أخرى. وعلى سبيل المثال، يمكن اعتبار التعديل الخامس لدستور الولايات المتحدة الأمريكية معرفة مشتركة بين الأشخاص المقيمين في الولايات المتحدة وذوي الأعمار المعينة، ولكن لا يمكن اعتباره معرفة مشتركة بين السكان في بلدان أخرى.

### المعرفة الشائعة غير مستقرة
على مستوى عالمي أو أوسع، من الصعب تحديد أي معرفة تقريبًا كمعرفة شائعة، لأنه من الصعب معرفة مدى انتشار حقيقة ما في السكان العالمية دون إجراء دراسات كبيرة المقياس. على سبيل المثال، قد يعتبر الرئيس الحالي للولايات المتحدة معرفة شائعة في كثير من أنحاء العالم بسبب القوة المرتبطة بهذا المنصب، ولكن لا يمكن الافتراض بأن هناك اعتراف عالمي بأن هذه الحقيقة هي معرفة شائعة دون القيام بمزيد من البحث حول معرفة السكان في العالم.

### ذات نطاق واسع
على نطاق عالمي أوسع، ليس من الممكن تحديد أي معرفة تقريبًا على أنها معرفة عامة لأنه من الصعب معرفة مدى انتشار حقيقة ما بين سكان العالم دون إجراء دراسات سكانية عالمية على نطاق واسع. على سبيل المثال، يمكن اعتبار الرئيس الحالي للولايات المتحدة من المعارف الشائعة في كثير من أنحاء العالم بسبب القوة المرتبطة بهذا المنصب، ولكن لا يمكن للمرء أن يفترض أن هناك اعترافًا عالميًا بهذه الحقيقة كمعرفة عامة دون إجراء مزيد من البحث في المعرفة. من سكان العالم.

### مُعتقد شائع
من الصعب تحديد الحقيقة والاعتقاد، ولذلك هناك علماء يفضلون فصل المعرفة الشائعة عن المعتقدات المشتركة. المعتقدات المشتركة شيء يمكن تحديده بسهولة أكبر، لأن المتطلب هو فقط أن يؤمن الغالبية من الناس ضمن مجموعة محددة أو مجتمع بأن شيئًا ما هو صحيح، في حين يجب على المعرفة الشائعة أن تلبي هذا المتطلب وتثبت أيضًا أن المعتقد هو حقيقة.

### أمثلة
- يُعتبر أن باريس هي عاصمة فرنسا، وهو يعد معرفة عامة في العديد من البلدان المتقدمة، ولكن من الصعب الجزم بأن هذه الحقيقة هي معرفة شائعة بين سكان العالم دون القيام بمزيد من البحث.
- "من الخطر خلط الأمونيا وماء جافيل". على الرغم من أن كلا من المواد الكيميائية المنزلية الشائعة، فإن الحوادث التي تنطوي على خلط الأمونيا وماء جافيل نادرة، لأن الخطر القاتل المحتمل في تفاعلها الكيميائي هو حكاية تحذيرية منتشرة على نطاق واسع بين بعض العائلات الأمريكية، وبالتالي يمكن اعتبارها معروفة لدى هؤلاء السكان، ولكن ربما لا تمتد إلى عدد أكبر من السكان.

## سياقات أخرى
طوّرت العديد من التقنيات استجابة للسؤال حول التمييز بين الحقيقة والواقع في المسائل التي أصبحت "معرفة شائعة". تختلف التقنيات حول كيفية تشكيل المعرفة الشائعة في إطار السياقات المهنية.

### في السياق القانوني
في السياقات القانونية، تستبعد قواعد الإثبات عمومًا الإشاعات، التي قد تعتمد على "حقائق" يعتقد شخص ما أنها "معرفة عامة". يختلف استخدام المعرفة العامة في القانون بين البلدان.

## مقالات ذات صلة
- معرفة العامة (منطق) [الإنجليزية]
- بديهية (مفهوم)
- واقع توافقي
- حكمة تقليدية
- التراث الثقافي
- الممارسة الثقافية
- سايك (مشروع ذكاء اصطناعي) [الإنجليزية]
- تزييف المعرفة
- استحواذ مطلق [الإنجليزية]
- تزييف التفضيلات
- قاعدة الإبهام
- بنائية (اجتماع)
- إشعار قضائي [الإنجليزية]
- قائمة المعتقدات الخاطئة
- حقيقة زائفة